# さいたま市立谷田小学校
さいたま市立谷田小学校（さいたましりつ やだしょうがっこう）は、埼玉県さいたま市南区にある公立小学校。

## 沿革
- 1873年（明治6年）3月 - 守光院を仮校舎として太田窪学校が開校。
- 1889年（明治22年）5月 - 町村制施行により谷田学校と改称。
- 1906年（明治39年）10月 - 現校地に校舎新築。
- 1932年（昭和7年）4月 - 谷田村、浦和町に合併。浦和第四小学校と改称。
- 1947年（昭和22年）4月 - 浦和市立谷田小学校と改称。
- 1954年（昭和29年）12月 - 大谷場小学校が開校し、児童433名が分離。
- 1956年（昭和31年）9月 - 原山小学校が開校し、児童496名が分離。
- 1974年（昭和49年）5月 - 屋内運動場（体育館）竣工。
- 2001年（平成13年）5月1日 - さいたま市誕生により、さいたま市立谷田小学校に改称。

## 交通
- JR京浜東北線・武蔵野線南浦和駅東口より徒歩15～20分。